# Cal·lítrique
La cal·lítrique (Callitriche), també anomenat estel d'aigua, és un gènere de plantes herbàcies perennes de la família de les plantaginàcies. Són plantes pròpies de les aigües dolces estancades o de corrent molt lent que tradicionalment s'havien inclòs dins d'una família monotípica pròpia, les cal·litricàcies o Callitrichaceae. Avui en dia encara es pot trobar així en algunes de les obres de referència del nostre país
Tanmateix, d'acord amb el sistema de classificació APG II, basat en anàlisis moleculars i genètics, aquest gènere està emparentat amb els altres representants de la família Plantaginaceae, encara que a primer cop d'ull no s'hi assembli gaire.

## Descripció
Callitriche conté espècies d'herbes aquàtiques normalmemt d'entre 10 a 40 cm, però que poden arribar en alguns casos fins més enllà d'un metre de llarg. Viuen arrelades en aigües somes o també poden prosperar en ambients terrestres molt humits. Solen ser espècies primes amb fulles oposades i que arrelen als nusos.
Les flors són menudes, molt simples, unisexuals i amb el periant nul o reduït a dues petites bractees membranoses. Apareixen a l'axil.la de les fulles, solitàries o en parelles. Les flors masculines tenen un únic estam. Les flors femenines tenen un ovari amb quatre carpels i 2 estils. El fruit té 4 lòculs amb una llavor a cadascun d'ells. Sovint només fructifiquen els individus que viuen parcialment fora de l'aigua, per la qual cosa, els exemplars totalment submergits poden ser imposibles de determinar amb seguretat.

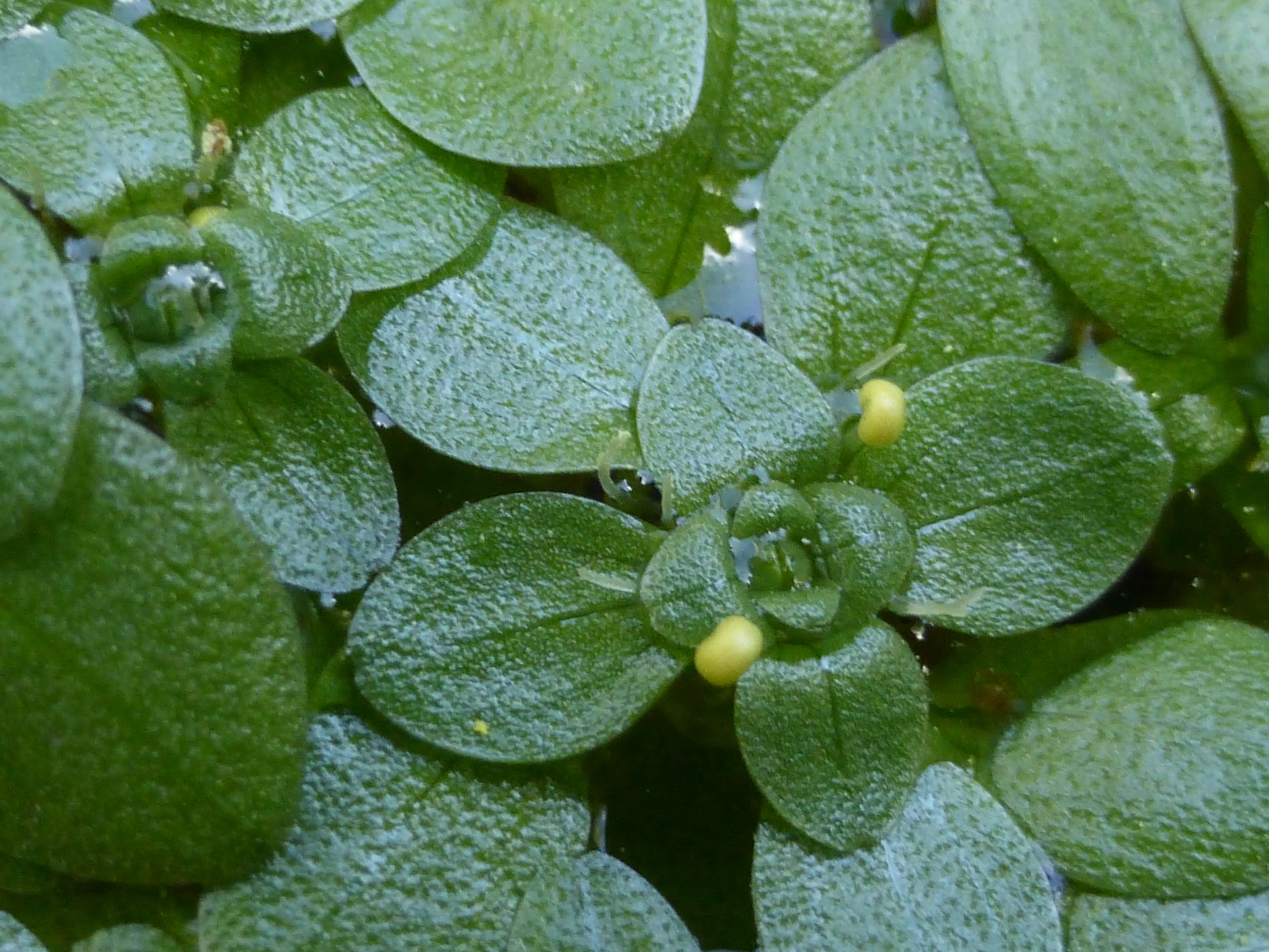
C.brutia: fulles surant amb 2 flors masculines (amb un únic estam cadascuna).
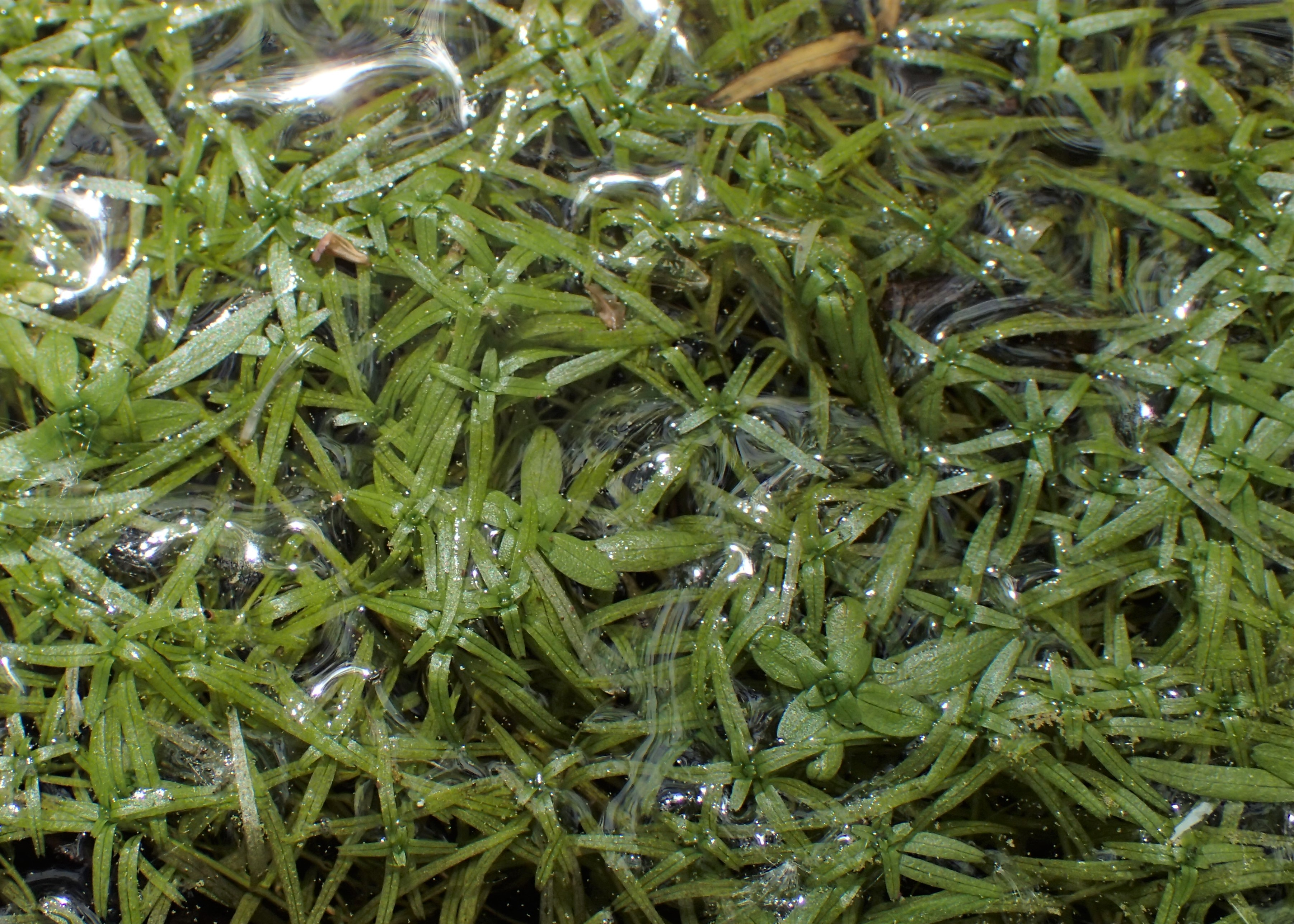
Callitriche hamulata
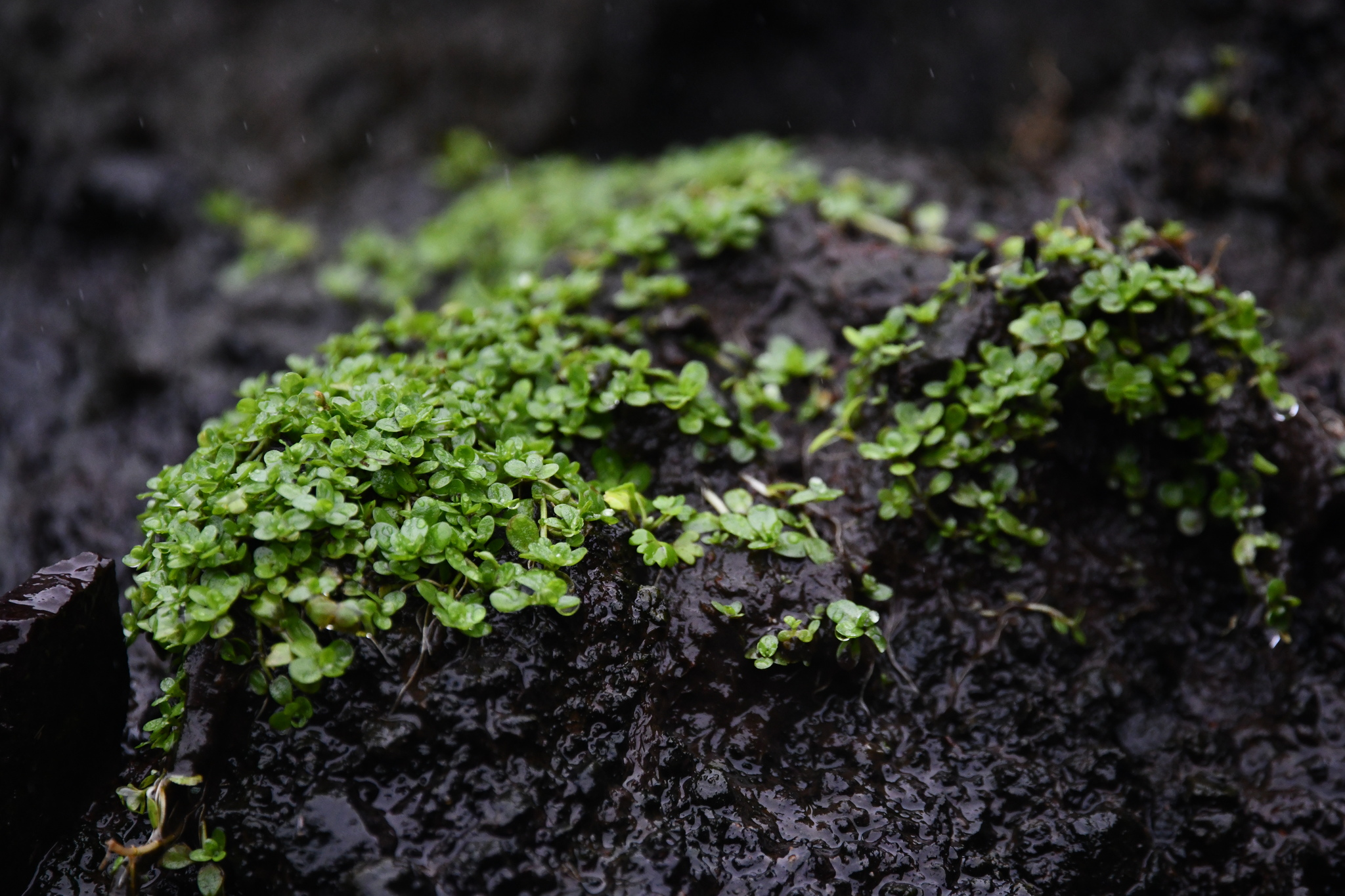
Callitriche antarctica, una espècie terrestre de llocs molt humits de l'Antàrtida
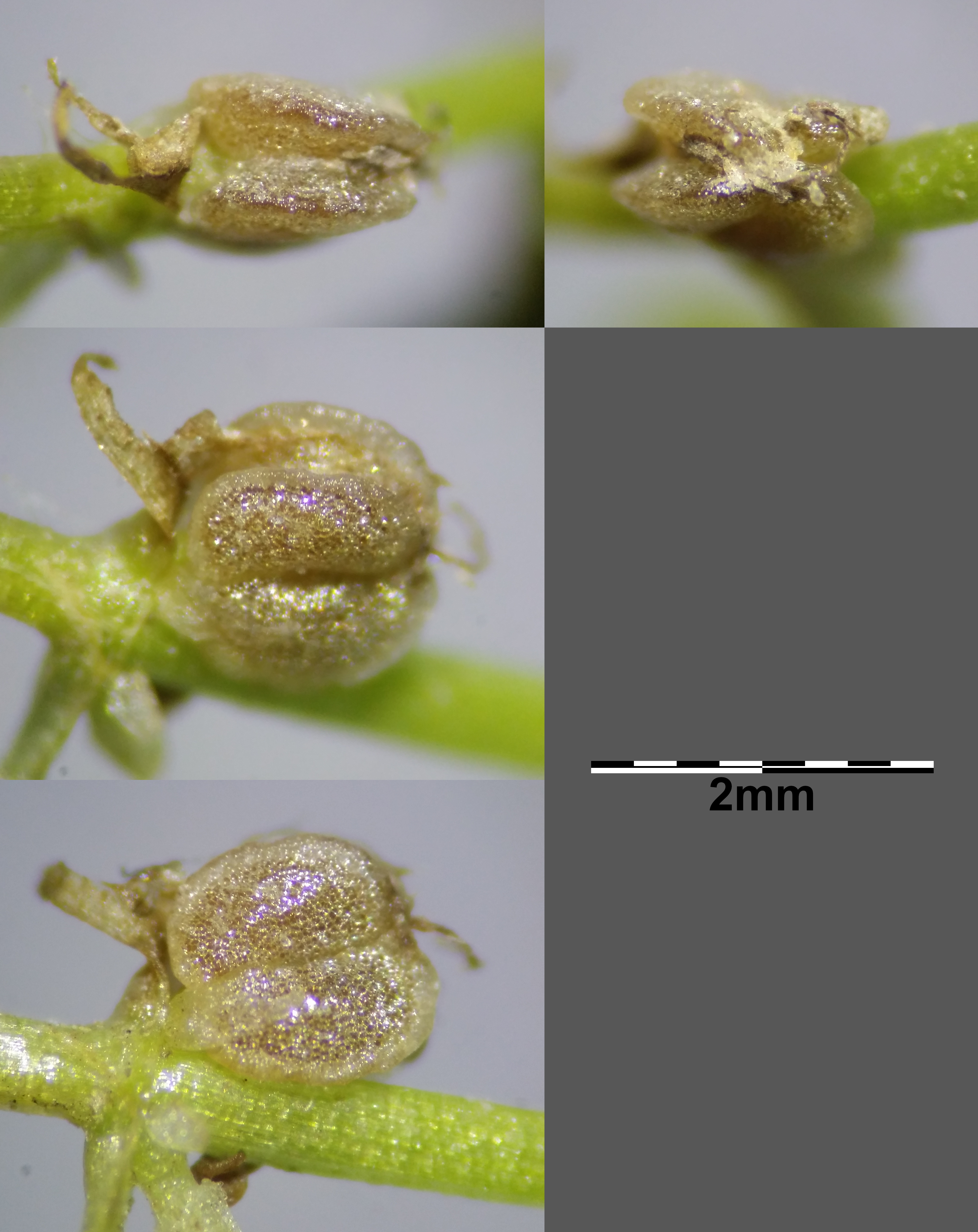
fruits de C.stagnalis.

## Taxonomia
És un gènere de determinació complexa que al món té unes 75 espècies.Als PPCC té entre 7 o 8 espècies segons diferents criteris. Aquesta és la llista que Flora Ibérica proposa de les espècies citades a la península Ibèrica, amb indicacions de quines d'elles estan als PPCC:
- Callitriche brutia Petagna: PPCC
- Callitriche cribrosa Schotsman
- Callitriche deflexa A. Braun ex Hegelm.
- Callitriche hamulata Kütz. ex W.D.J. Koch: PPCC
- Callitriche lenisulca Clavaud: PPCC
- Callitriche lusitanica Schotsman
- Callitriche obtusangula Le Gall: PPCC
- Callitriche palustris L.: PPCC
- Callitriche platycarpa Kütz.: PPCC
- Callitriche regis-jubae Schotsman
- Callitriche stagnalis Scop.: PPCC
- Callitriche truncata Guss.
- Callitriche truncata subsp. occidentalis (Rouy) Schotsman: PPCC

Altres espècies conegudes de Callitriche:
- Callitriche fassetti
- Callitriche hermaphroditica,
  - Sinònim  Callitriche autumnalis
- Callitriche heterophylla, 
  - Sinònim  Callitriche anceps, Callitriche bollanderi
- Callitriche intermedia,
- Callitriche longipedunculata,
- Callitriche marginata, 
  - Sinònim  Callitriche sepulta
- Callitriche pedunculosa, 
  - Sinònim  Callitriche nuttallii
- Callitriche peploides,
- Callitriche terrestris, 
  - Sinònim  Callitriche austinii, Callitriche deflexa
- Callitriche trochlearis,